# 曼恰诺
曼恰诺（義大利語：Manciano），是意大利格罗塞托省的一个市镇。总面积372.04平方公里，人口7626人，人口密度20.5人/平方公里（2009年）。ISTAT代码为053014。

## 友好城市
- 法國 尼永斯